# Eberhard Bidembach der Jüngere
Eberhard Bidembach der Jüngere (* um 1561 in Bebenhausen; † 1591 in Tübingen; auch Eberhard Bidenbach der Jüngere) war ein deutscher lutherischer Theologe.

## Leben
Der um 1561 in Bebenhausen als Sohn Eberhard Bidembach d. Ä. und der Sophia Brenz geborene Eberhard Bidembach d. J. entstammte der Familie Bidembach. Er besuchte wahrscheinlich die seit 1556 bestehende evangelische Klosterschule in Bebenhausen und studierte seit dem 25. Juli 1576 an der Universität Tübingen. Am 24. September 1578 verlieh man ihm die Würde eines Baccalaureus und am 1. Februar 1581 die eines Magisters. In diesem Jahr auch begann er ein weiteres Theologiestudium. Von 1587 bis 1591 war er neben dem Studium als Subdiakon und kurz darauf als Diakon in Tübingen tätig. Bidembach studierte bis zu seinem Tod im Sommer 1591; das lange Studium weist auf den Wunsch Bidembachs und seines Vaters hin, Hochschullehrer zu werden.

## Werke
- Disputatio De dicto Christi Ioannis sexto: Spiritis est, qui vivificat, Caro non prodest quidquam. Verba, quae ego loquor vobis, Spiritus & vita sunt/Praeside Iacobo Andreae ad has propositiones exercitii gratia, respondere conabitur, M. Eberhardus Bidembach, Bebenhusanus (Tübingen 1584)
- Theses De Peccato Originis/Quas praeside reverendo et clarissimo viro D. Iacobo Andreae pro ingenii sui tenuitate excercitotionis gratia 29. Augusti defendendas suscipiet M. eberhardus Bidenbach Bebenhusanus (Tübingen 1586)